# Tristicha alternifolia
Tristicha alternifolia là một loài thực vật có hoa trong họ Podostemaceae. Loài này được (Willd.) Tul. miêu tả khoa học đầu tiên năm 1849.